# Miquel Maria Gibert i Pujol
Miquel Maria Gibert Pujol (La Granadella, les Garrigues, 1956) és professor universitari i escriptor.
Llicenciat i doctor en Filologia Catalana, s'ha dedicat a la docència gairebé des de la fi dels seus estudis universitaris (a la Universitat de Barcelona). Actualment és professor de literatura catalana a la Universitat Pompeu Fabra. Tot i que ja l'any 2001 havia guanyat el premi Narcís Oller de l'Ajuntament de Valls pel seu relat "La desgràcia de pecar", la clau del panorama literari català va ser la seva novel·la La victòria de la Creu (originalment "L'escala de Jacob"), que va quedar finalista al Premi Sant Jordi l'any 2005. L'any següent, l'obra es va endur el Crexells, cosa que va procurar una nova vida al llibre i el reconeixement de l'autor.
Escriptor meticulós, confessa haver trigat quinze anys a redactar La victòria de la Creu i haver iniciat un nou projecte literari.

## Obra

### Teatre
- 1982 El Sol dels crisantems: comèdia en quatre visions
- 1984 El Vi més ardent: concert per a garbí, cent roses i obòe d'amor
- 1988 El Somriure del marbre
- 1993 Fedra o La inclemència del temps
- 1997 Memòria del Natzarè

### Prosa
- 2001 La desgràcia de pecar i altres narracions (amb Antoni Casellas i Josep Pastells)
- 2004 Vaig arribar de la Xina
- 2006 La victòria de la Creu

## Premis literaris
- 2006 Joan Crexells per La victòria de la Creu